# Adryas erwini
Adryas erwini är en stekelart som beskrevs av Pinto och Richard Owen 2004. Adryas erwini ingår i släktet Adryas och familjen hårstrimsteklar.
Artens utbredningsområde är Ecuador. Inga underarter finns listade i Catalogue of Life.